# Gaël (Ille-et-Vilaine)
Gaël é uma comuna francesa na região administrativa da Bretanha, no departamento Ille-et-Vilaine. Estende-se por uma área de 52,07 km². Em 2010 a comuna tinha 1 640 habitantes (densidade: 31,5 hab./km²).